# Хватовка (Могилёвская область)
Хватовка (бел. Хватаўка) — деревня в составе Мощаницкого сельсовета Белыничского района Могилёвской области Республики Беларусь.
До декабря 2012 года входила в состав упразднённого Эсьмонского сельсовета.

## Географическое положение
Хватовка расположена на берегу реки Осливка.

## Население
2010 год — 4 человека